# غابور زابو
غابور زابو (بالمجرية: Mádi Szabó Gábor)‏ (و. 1922 – 2003 م) هو ممثل، من المجر، ولد في نيرغهازا، توفي في بودابست، عن عمر يناهز 81 عاماً.

## جوائز
حصل على جوائز منها:
- جائزة كوشوت [الإنجليزية]‏
- جائزة جازاي ماري  [لغات أخرى]‏.

## وصلات خارجية
- غابور زابو على موقع IMDb (الإنجليزية)
- غابور زابو على موقع روتن توميتوز (الإنجليزية)
- غابور زابو على موقع أول موفي (الإنجليزية)
- غابور زابو على موقع قاعدة بيانات الفيلم (الإنجليزية)